# Cabo de desaceleração

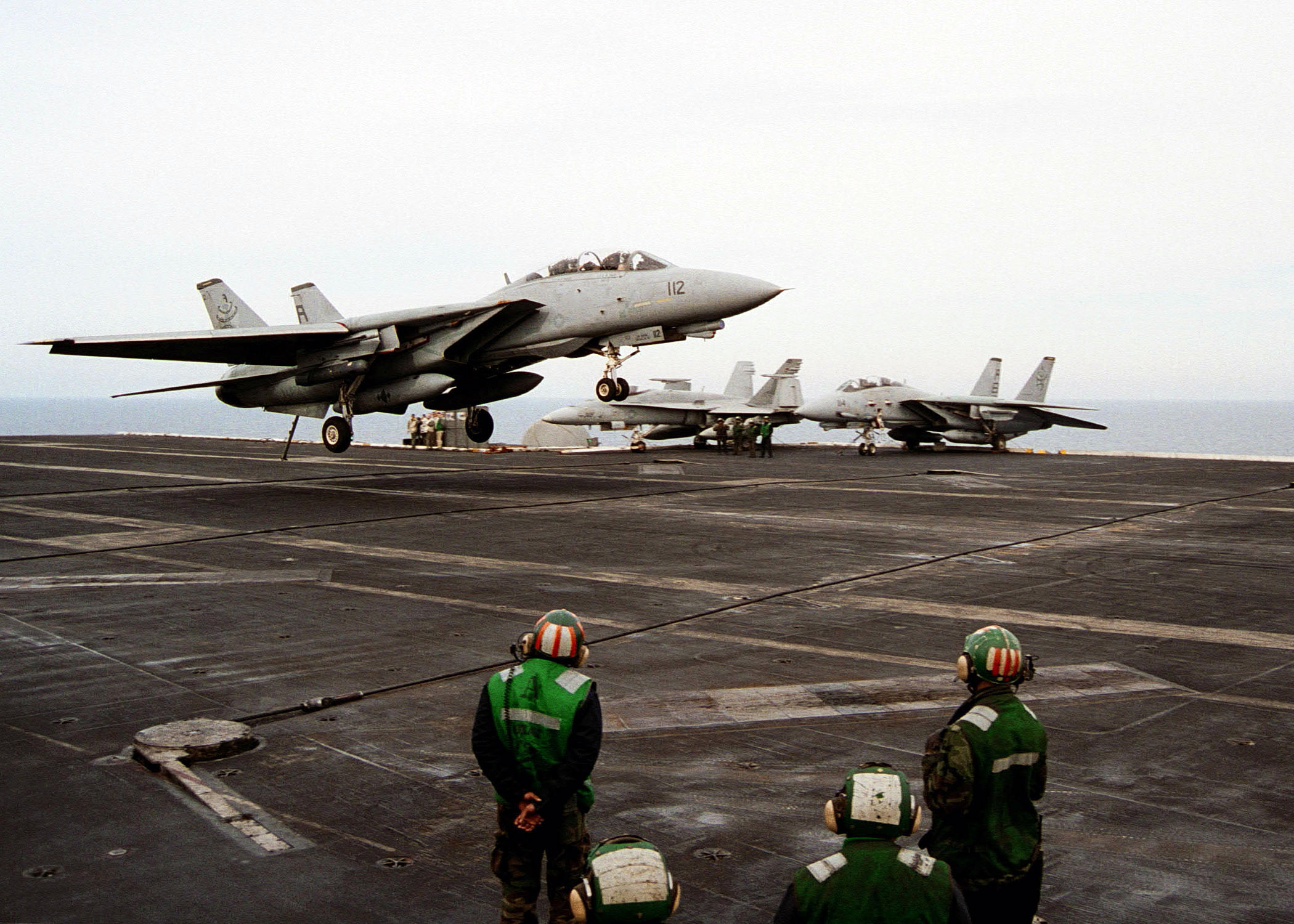
Um F-14 Tomcat descende sobre um cabo de parada no convés do Theodore Roosevelt|CVN 71 em 2002

Um cabo de desaceleração é um sistema mecânico usado para rápida desaceleração de uma aeronave quando ela pousa. O cabo de parada é um componente essencial em porta-aviões e de aviação naval, e são de uso bastante comum em CATOBAR e STOBAR. Sistemas similares podem ser encontrados em pistas de pouso para uso extraordinário ou emergencial. Sistemas típicos consistem em cabos de aço dispostos passando a área da pista, designados para ser pegos pelo tailhook da aeronave. Durante prisão comum, o tailhook engata no cabo e a energia cinética da aeronave é transferida por sistemas de retenção hidráulicos postos abaixo do convés do porta-aviões. Ainda a outros sistemas relacionados que usam redes para segurar as asas ou trem de pouso. Essas "barricadas" ou "barreiras" são apenas para pousos de emergência, quando a aeronave não possui tailhooks operacionais.

## História
Sistemas de cabo de parada foram inventados por Hugh Robinson quando utilizado e utilizados por Eugene Ely em seu primeiro pouso em um navio, o cruzador blindado USS Pennsylvania, em 18 de Janeiro de 1911. Esses sistemas primitivos de cabos funcionavam por polias apoiados em pesos mortos, assim como sacos de areia. Sistemas de cabos mais modernos foram testados no HMS Courageous em junho de 1931.
Porta-aviões mais modernos dos Estados Unidos possuem o Mark 7 Mod 3 instalado, o qual possui a capacidade de recuperar 23,000 kg de uma aeronave descendendo na velocidade de 130 knots a distancia de 104m, em dois segundos. O sistema foi desenhado para absorver máxima energia sintética de 64.4 MJ com o cabo esticado ao máximo.
Antes da introdução do deck de voo angular, foram utilizados dois sistemas (para além dos cabos do convés) para impedir que as aeronaves que aterrissem seguirem para os aviões estacionados na frente da cabina de pilotagem: a barreira e a barricada. Se o tailhook  da aeronave falhar em capturar o arame, o trem de pouso pode ser pego por uma rede de 3 a 4 pés de altura conhecida como a barreira. Se a aeronave capturar o cabo de aço, a barreira pode ser rapidamente abaixada possibilitando que a aeronave seja estacionada. A última rede de segurança conhecida como barricada, é grande, de 4,6 metros de altura que previne que aeronave bata em outras aeronaves estacionadas no convés. Barricadas não estão mais em uso, enquanto alguns sistemas de desaceleração são chamados "barreiras". Barreiras ainda são usadas em porta-aviões, mas apenas em caso de emergências.

## Operação
Um detenção normal é feita quando o cabo de desaceleração de uma aeronave engajar com o cabo de aço do convés. Quando o pouso de uma aeronave engata no cabo do convés, a força aplicada de movimento da aeronave é transferida para o cabo que é várias vezes enrolado nas roldanas do motor de parada, localizados abaixo do convés, em cada lado da pista de pousos. Quando ocorre o engate entre aeronave, a energia cinética de uma aeronave é transferida para energia mecânica aos cabos, sendo posteriormente para hidráulica aos motores de parada. O motor de parada torna a parada controlada, macia. Ao completar o pouso, o gancho é destravado da aeronave, sendo retraído novamente para a posição normal.

## Sistemas marítimos

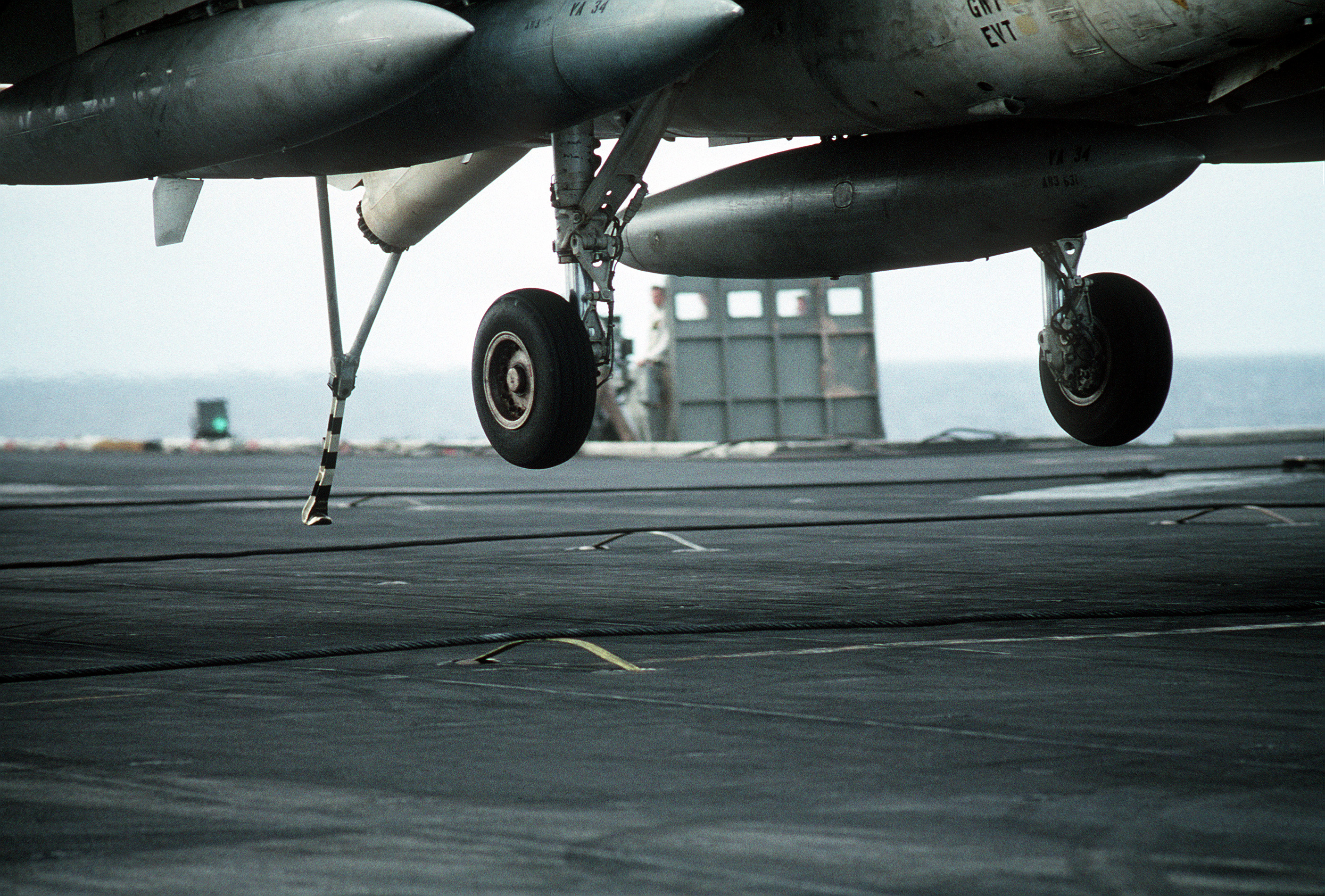
Um Grumman A-6 Intruder a ser capturado com três cabos.

Porta-aviões modernos possuem de três a quadro cabos ao longo de sua área de aterrissagem. Todos os porta-aviões do Estados Unidos Classe Nimitz, juntamente com o USS Enterprise (CVN-65), possuem quatro calbos, com exceção do USS Ronald Reagan (CVN-76) e USS George H. W. Bush (CVN-77) que possuem três. O Classe Gerald R. Ford também possuí três. Os pilotos miram para o segundo ou terceiro cabo (dependendo a configuração do navio) para reduzir o risco de pouso curto. Aeronaves para pousar em porta-aviões estão aproximadamente com 85% do acelerador. Quando há o toque, o piloto coloca em potência máxima. Em aeronaves como o Boeing F/A-18E/F Super Hornet e EA-18G Growler, a aeronave reduz automaticamente o empuxo para 70% da aceleração quando é detectada o pouso bem sucedido. Tal procedimento pode ser suspendido se o piloto selecionar aceleração máxima. Se a aeronave falha em capturar o cabo, a condição conhecida como "Bolter", quando a tem potência o suficiente para continuar e pegar voo novamente. Assim que o cabo de desaceleração pega a aeronave, o piloto abaixa tira o empuxo dos motores.